# Thaumantis wedana
Thaumantis wedana är en fjärilsart som beskrevs av Hans Fruhstorfer 1911. Thaumantis wedana ingår i släktet Thaumantis och familjen praktfjärilar. Inga underarter finns listade i Catalogue of Life.